# 江沼郁弥
江沼 郁弥（えぬま ふみや、1988年9月24日 - ）は、日本のシンガーソングライター。ロックバンドplentyの元ボーカル・ギターで、解散後はソロとDOGADOGAのフロントマンとしても活動している。

## 来歴

### 2004–2017: plenty
- 2004年、茨城県石岡市でplentyを結成。2009年10月21日、ミニアルバム『拝啓。皆さま』でCDデビュー。[2]
- 2017年9月16日、日比谷野外大音楽堂公演「plenty ラストライヴ『拝啓。皆さま』」をもって解散。[3]

### 2018–: ソロ
- 2018年9月、限定盤EP『Prototype EP』を発表し、恵比寿LIQUIDROOMでソロ初ワンマンを開催。[4]
- 2018年11月7日、1stアルバム『#1』をリリース。[5]
- 2019年11月6日、2ndアルバム『それは流線型』をリリース。[6]
- 2022年3月30日、3rd EP『極楽-EP-』を配信リリース。[7]
- 2024年4月24日、EP『ながれる』を配信開始。[8]
- 2025年4月15日・16日、吉祥寺STAR PINE’S CAFEで弾き語り公演“春の2days”を開催。[9]
- 2025年7月31日から全6都市を巡る弾き語りツアー“江沼の夏旅”を予定。[10]

### 2023–: DOGADOGA
- 20th Centuryのサポート活動を機に、藤原寛（元andymori）らとDOGADOGAを結成。[11]
- 2024年9月11日、1stアルバム『CHAOS Z.P.G.』をデジタルリリース。[12]
- 2024年10月11日、J-WAVE『RADIO DRAGON -NEXT-』にDOGADOGAとして出演。[13]
- 2025年7月21日、下北沢CLUB Que「CLUB Que 夏ノ陣-RETURN TO NATURAL-2025」に出演予定。[14]

## 音楽性
plenty時代は繊細なギター・アルペジオと内省的な歌詞が特徴。ソロ活動ではジャズやアンビエント、ビートミュージックを取り込み、サンプラーを用いた宅録も行う。DOGADOGAではファンクやヒップホップを吸収し、“魂の解放”を掲げたグルーヴ志向のサウンドを展開している。

## ディスコグラフィ

### アルバム
| 発売日     | タイトル         | 形態     | 名義     | レーベル              |
| ---------- | ---------------- | -------- | -------- | --------------------- |
| 2018-11-07 | 『#1』           | CD・配信 | 江沼郁弥 | headphone music label |
| 2019-11-06 | 『それは流線型』 | CD・配信 | 江沼郁弥 | headphone music label |
| 2024-09-11 | 『CHAOS Z.P.G.』 | デジタル | DOGADOGA | DOGADOGA RECORDS      |

### EP・ミニアルバム
- 『Prototype EP』（2018-09-05）
- 『極楽-EP-』（2022-03-30）
- 『ながれる』（2024-04-24）

### 主要配信シングル（ソロ）
| 発売日     | タイトル               |
| ---------- | ---------------------- |
| 2021-09-22 | 景-kei-                |
| 2021-10-13 | 夏をあきらめきれなくて |

### DOGADOGA シングル
- たくらんでる（2023-06-28）
- 粋通り（2024-06-05）

## 主なライブ
| 年月日         | 会場                    | 内容                  |
| -------------- | ----------------------- | --------------------- |
| 2017-09-16     | 日比谷野外大音楽堂      | plenty ラストライブ   |
| 2019-03-17     | Zepp Tokyo              | ソロ・ワンマン        |
| 2025-04-15・16 | 吉祥寺 STAR PINE’S CAFE | “春の2days”弾き語り   |
| 2025-07-05     | 神戸 VARIT.             | THREE PIECE Band Set  |
| 2025-07-21     | 下北沢 CLUB Que         | DOGADOGA 出演イベント |

## 楽曲提供・参加
- 20th Century「君の笑顔につられて」（編曲、2023年）[15]

## 使用機材
主なギター
- Provision SLT-ENUMA シグネチャー[16]
- Fender Telecaster
- Fender Jazzmaster